# 第80独立空中強襲旅団 (ウクライナ空中機動軍)
第80独立空中強襲旅団（だい80どくりつくうちゅうきょうしゅうりょだん、ウクライナ語: 80-та окрема десантно-штурмова бригада）は、ウクライナ空中機動軍の旅団。第7空中強襲軍団隷下。

## 概要

### ソ連空挺軍
1955年5月3日、ソ連空挺軍第7親衛空挺師団隷下の第80親衛落下傘連隊としてリトアニア・ソビエト社会主義共和国で創設された。
1956年11月、ハンガリー動乱に投入された。
1960年、アゼルバイジャン・ソビエト社会主義共和国に移駐した。
1968年8月、プラハの春に投入された。
1969年2月、赤星勲章を授与された。
1979年11月、ウクライナ・ソビエト社会主義共和国リヴィウ州に移駐し、部隊増強に伴い、第39独立空中強襲旅団に改編された。
1980年1月、アフガニスタン紛争に投入された。
1986年4月、チェルノブイリ原子力発電所事故に災害派遣された。
1990年1月、ナゴルノ・カラバフ戦争に投入され、治安維持軍としてナゴルノ・カラバフに駐留した。
1990年6月、訓練施設化に伴い、第224空挺訓練所に改編された。

### ウクライナ陸軍

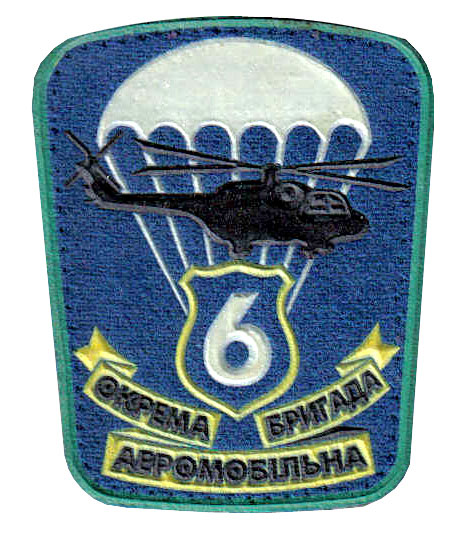
第6独立空中機動旅団章

1991年12月、ソビエト連邦の崩壊とウクライナの独立で創設されたウクライナ陸軍に編入した。
1995年11月、空挺部隊化に伴い、第6独立空中機動旅団に改編された。
1999年12月、部隊縮小に伴い、第80独立空中機動連隊に改編された。
2004年12月、イラク戦争に派遣され、イラク駐留軍としてイラクに駐留した。
2013年11月、部隊増強に伴い、第80独立空中機動旅団に改編された。

### ドンバス戦争

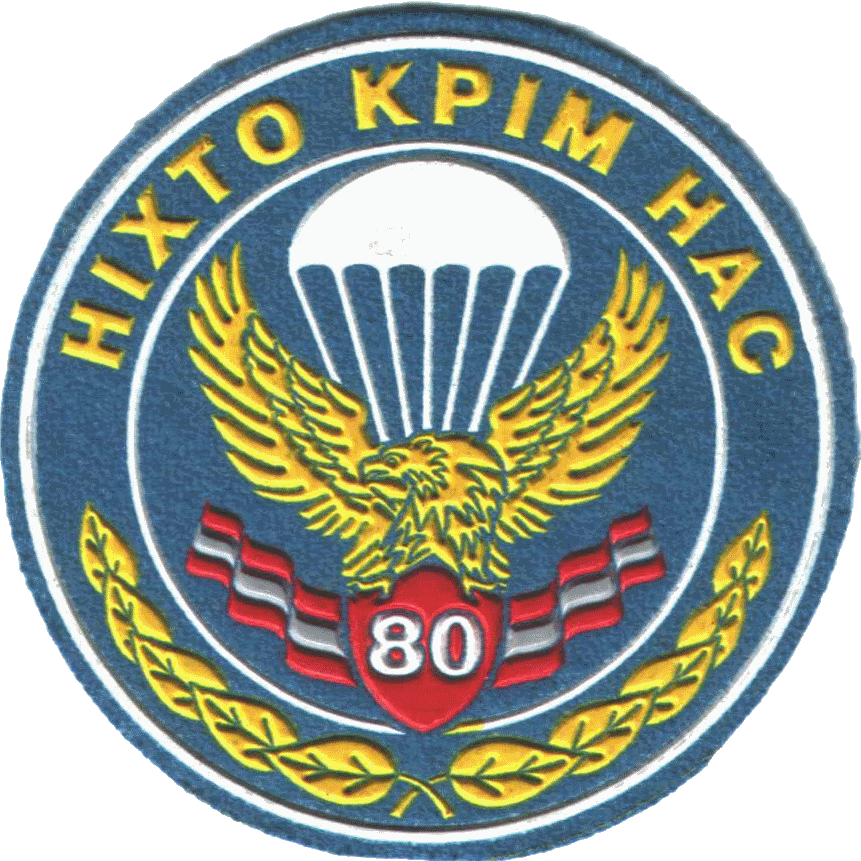
第80独立空中機動旅団章

2014年3月、ロシアのクリミア侵攻の影響に伴い、第1空中機動大隊、第3空中機動大隊が中部ポルタヴァ州、ロシアと国境を接する北部スームィ州に配備された。以後はドンバス戦争で東部ドネツィク州、ルハーンシク州に再配置された。
2014年10月、第3空中機動大隊が新編の第81独立空中機動旅団隷下に転属した。
2016年、新設されたウクライナ空中機動軍に編入し、第80独立空中強襲旅団に改編された。

### ロシアのウクライナ侵攻

#### 北部・キーウ戦線
2022年2月24日、ベラルーシと国境を接する北部キーウ州に配備され、チェルノブイリを防御していたが、団員が喫煙のため外出したときにロシア軍のロケット弾攻撃が始まり、ロシアのウクライナ侵攻は開戦した。ロシア軍の10個大隊戦術群がウクライナ領に侵入し、進軍を遅延させるためチェルノブイリとイヴァンキウを結ぶ橋を爆破して戦わずに撤退した。戦わなかった理由を問われ団員は「敵のことを知る必要があった。それでそうした」と述べた。夕方には友軍と共にアントノフ国際空港を解放してブチャ方面を防御し、3月にロシア軍の進軍は停止（キーウのロシア軍車列）した。

#### 南部・ヘルソン戦線
2022年2月24日、第1空中強襲大隊、第3大隊戦術群が南部ヘルソン州に配備され、ノヴァ・カホウカ方面を防御したが、25日に第3大隊戦術群のユーリイ・ニジェンスキー副大隊長が戦死した。

#### 南部・ムィコラーイウ戦線
2022年3月、南部ムィコラーイウ州に再配置され、第123独立領土防衛旅団隷下の第187独立領土防衛大隊と共にムィコラーイウ攻略に手詰まり北から迂回したロシア軍をボズネセンスク方面で撃退した。

#### 東部・北ドネツク戦線
2022年4月、東部ドネツィク州クラマトルシク地区に再配置され、友軍の救援でスヴャトヒルシク方面を防御した。

#### 東部・セベロドネツク戦線
2022年5月、激戦地の東部ルハーンシク州セヴェロドネツィク地区に再配置され、友軍の救援でビロホリウカ方面を防御した。
2022年6月28日、ウォロディミル・ゼレンスキー大統領より、勇気と勇敢さに対する栄誉賞を授与された。

#### 北東部・イジューム戦線
2022年9月、北東部ハルキウ州イジューム地区に再配置され、第25独立空挺旅団、第92独立機械化旅団と共にバラクリヤ方面で攻勢を開始し、ハルキウ州の大部分を解放した。

#### 東部・バフムート戦線

第80独立空中強襲旅団旗

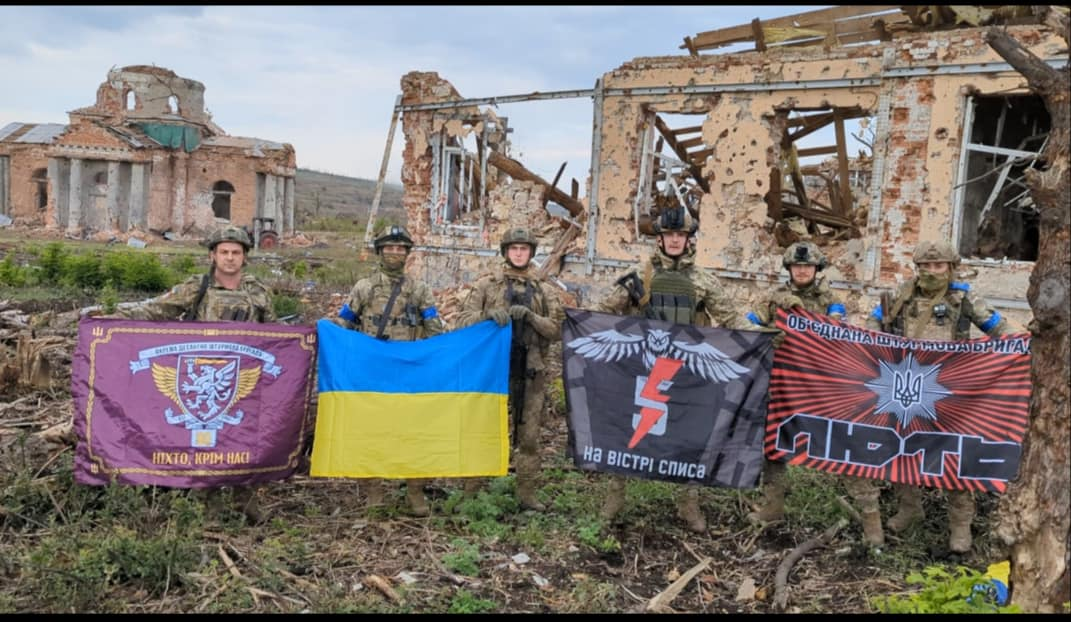
第5旅団、リュート旅団と共にクリシチウカを解放して記念撮影する様子

2022年9月、1個空中強襲大隊が激戦地の東部ドネツィク州バフムート地区に再配置され、ロシア軍の攻勢をバフムート北のシヴェルシク方面で撃退した。2023年2月に全隊が再配置され、旅団が補給拠点のチャシウ・ヤール、第57独立小銃大隊はバフムート郊外のイヴァニウスケに配置されて後方連絡線を防御した。第3大隊戦術群のアンドリー・ルカニウク大隊長が戦死した。
2023年3月、第3大隊戦術群を基幹に第82独立空中強襲旅団が創設された。
2023年7月、第5独立強襲旅団、リュート旅団と共にバフムート方面で攻勢を開始し、バフムート南のクリシチウカを解放した。
2023年11月21日、ウォロディミル・ゼレンスキー大統領より、名誉称号「ガリツィア」を授与された。

#### 東部・アウディーイウカ戦線
2024年2月、1個空中強襲大隊が激戦地の東部ドネツィク州ポクロウシク地区に再配置され、友軍の救援でマリンカ方面を防御した。

#### ロシア・クルスク戦線
2024年8月、ロシアと国境を接する北部スームィ州に再配置され、第22独立機械化旅団、（架空の）第88独立機械化旅団と共にスジャ方面で攻勢を開始した。作戦命令を受けて無謀と判断したエミール・イシュクロウ旅団長が辞任したため、作戦開始1週間前にパウロ・ロズラハ新旅団長が就任した。作戦開始2日前に第2空中強襲大隊がロシア・クルスク州に浸透し、ロシア軍検問所付近の陣地を確保した。ロシア軍のクルスク防衛線自体は陣地が強力だったが、国境警備隊と動員兵が主力で兵力にも難があったため、攻勢開始後は浸透していた第2大隊と挟撃して突破し、92の集落を制圧した。動員兵主体の第1空中強襲大隊は価値の高いカディロフツィを含む130人の捕虜を捕らえ、2回の大規模捕虜交換の実施に貢献した。

## ギャラリー

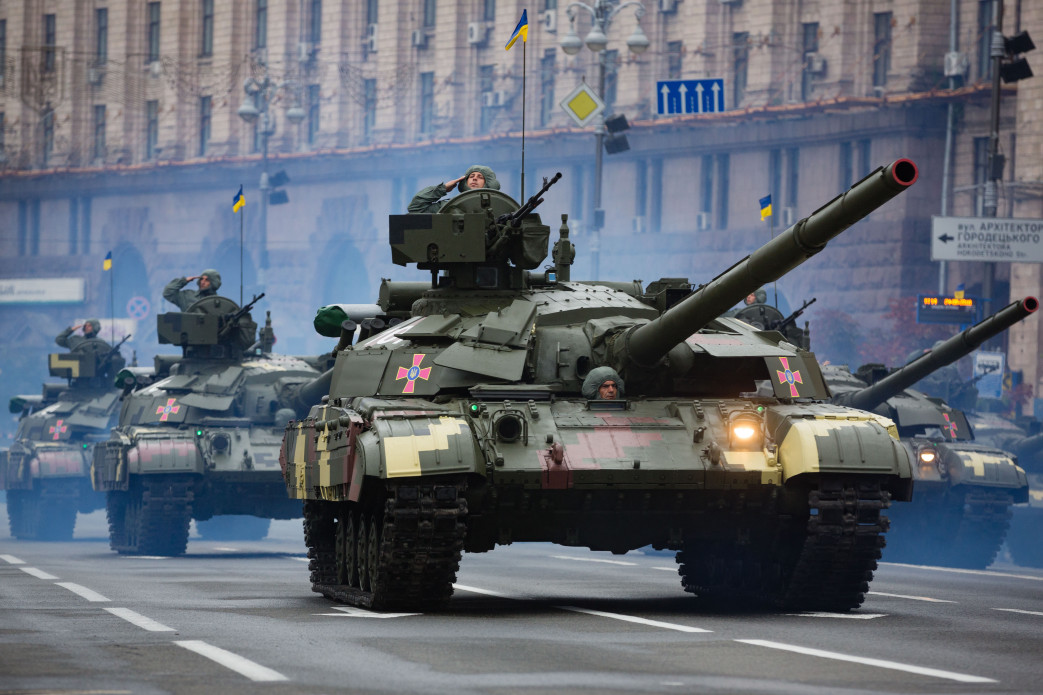
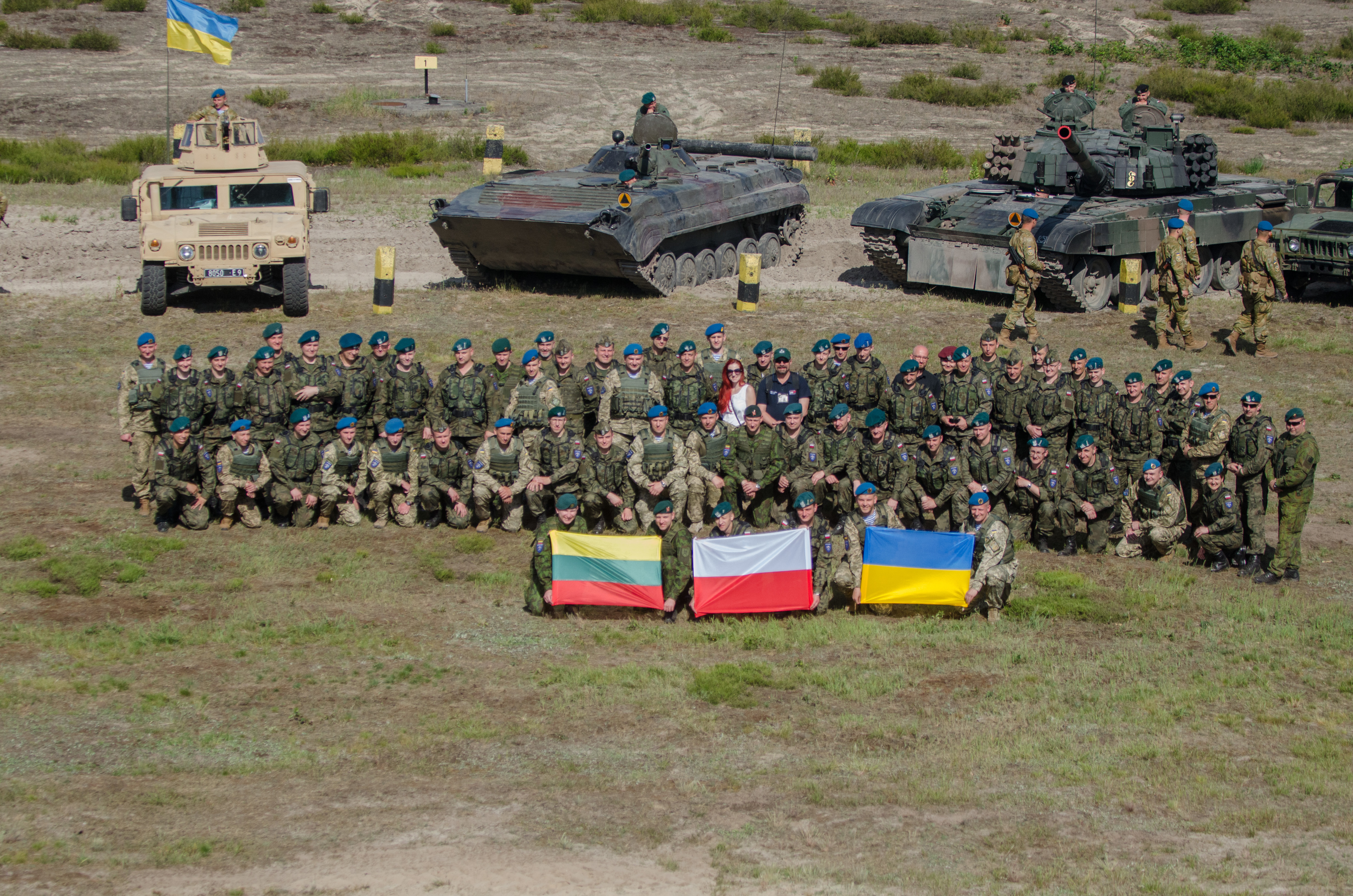
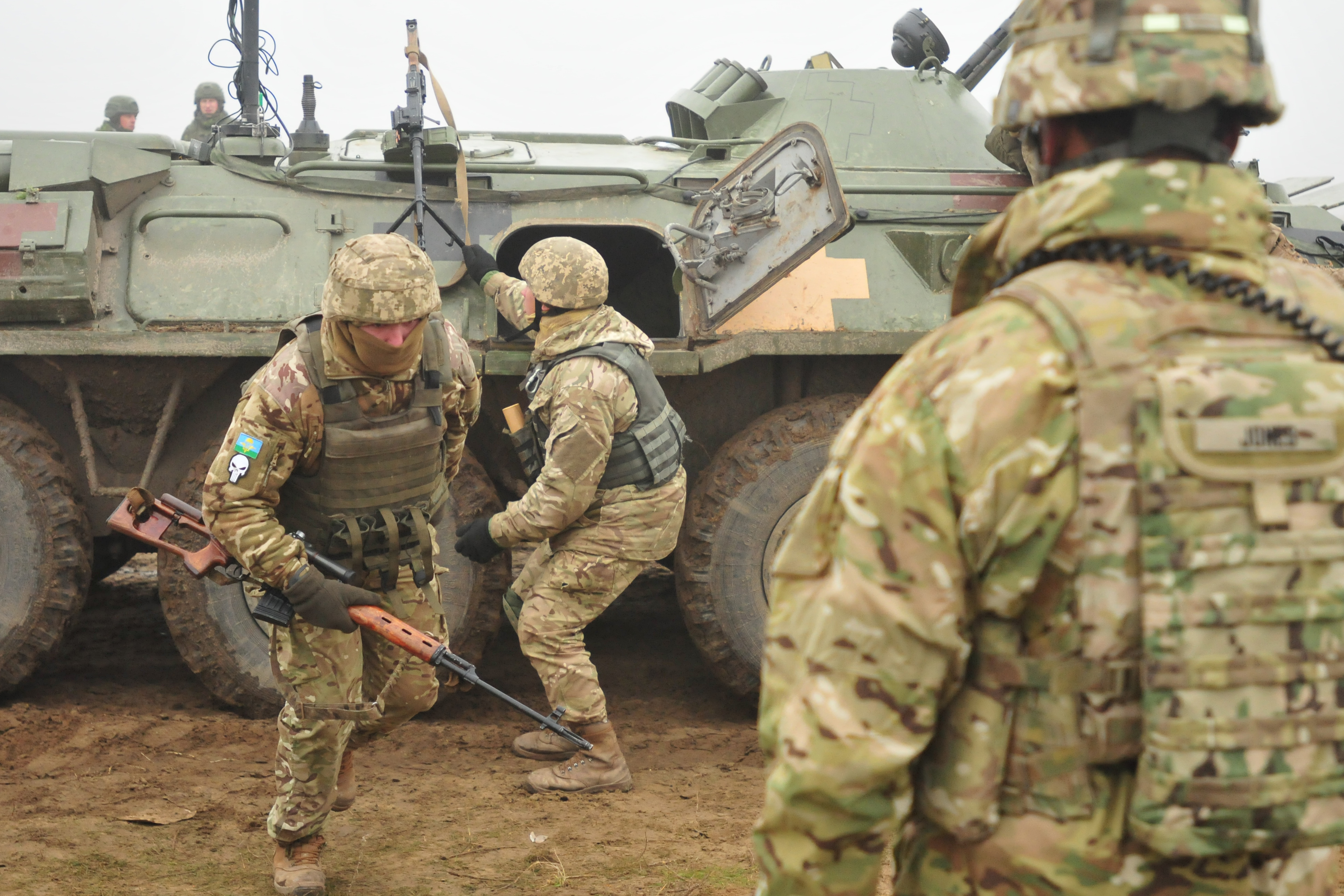
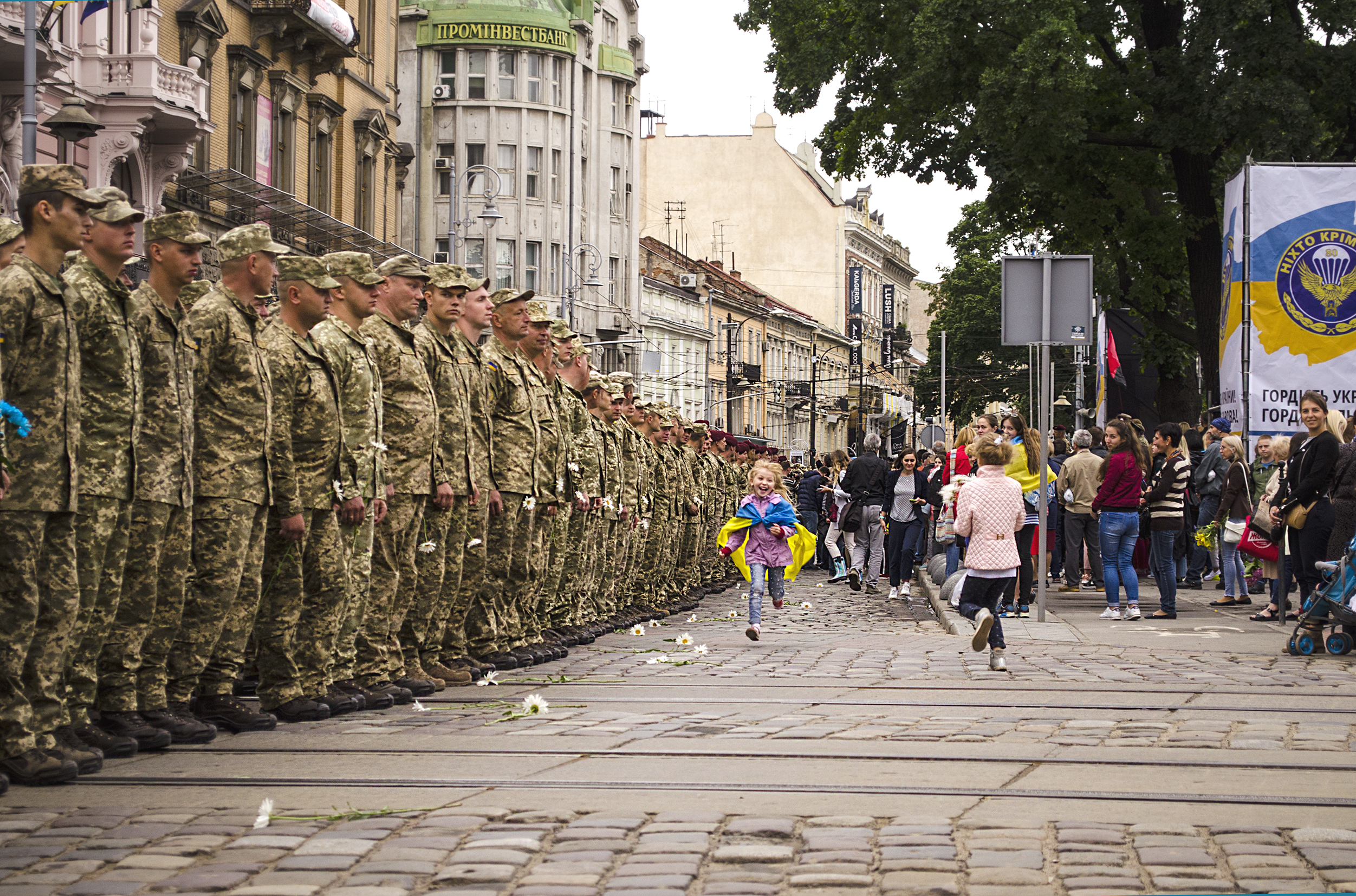
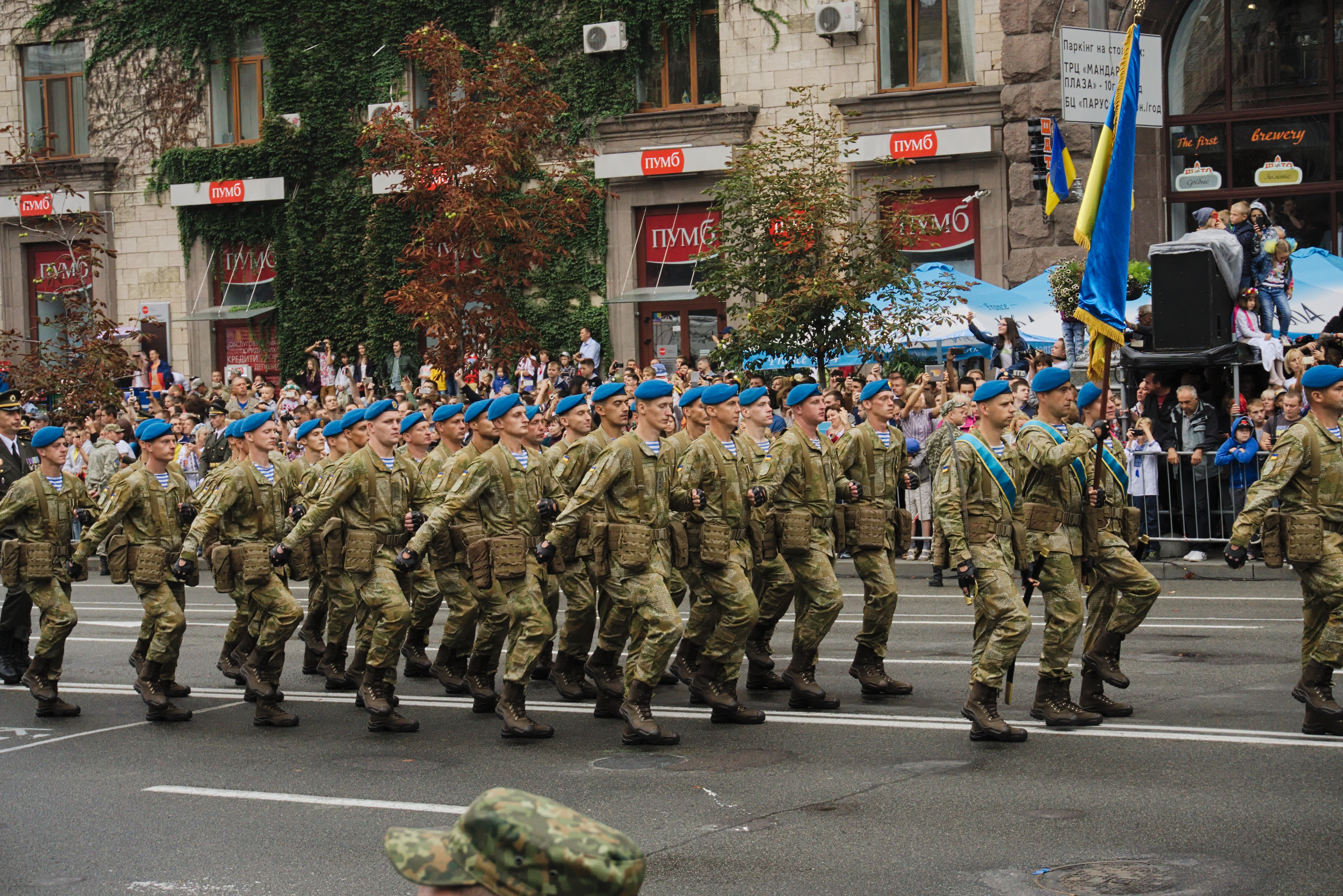
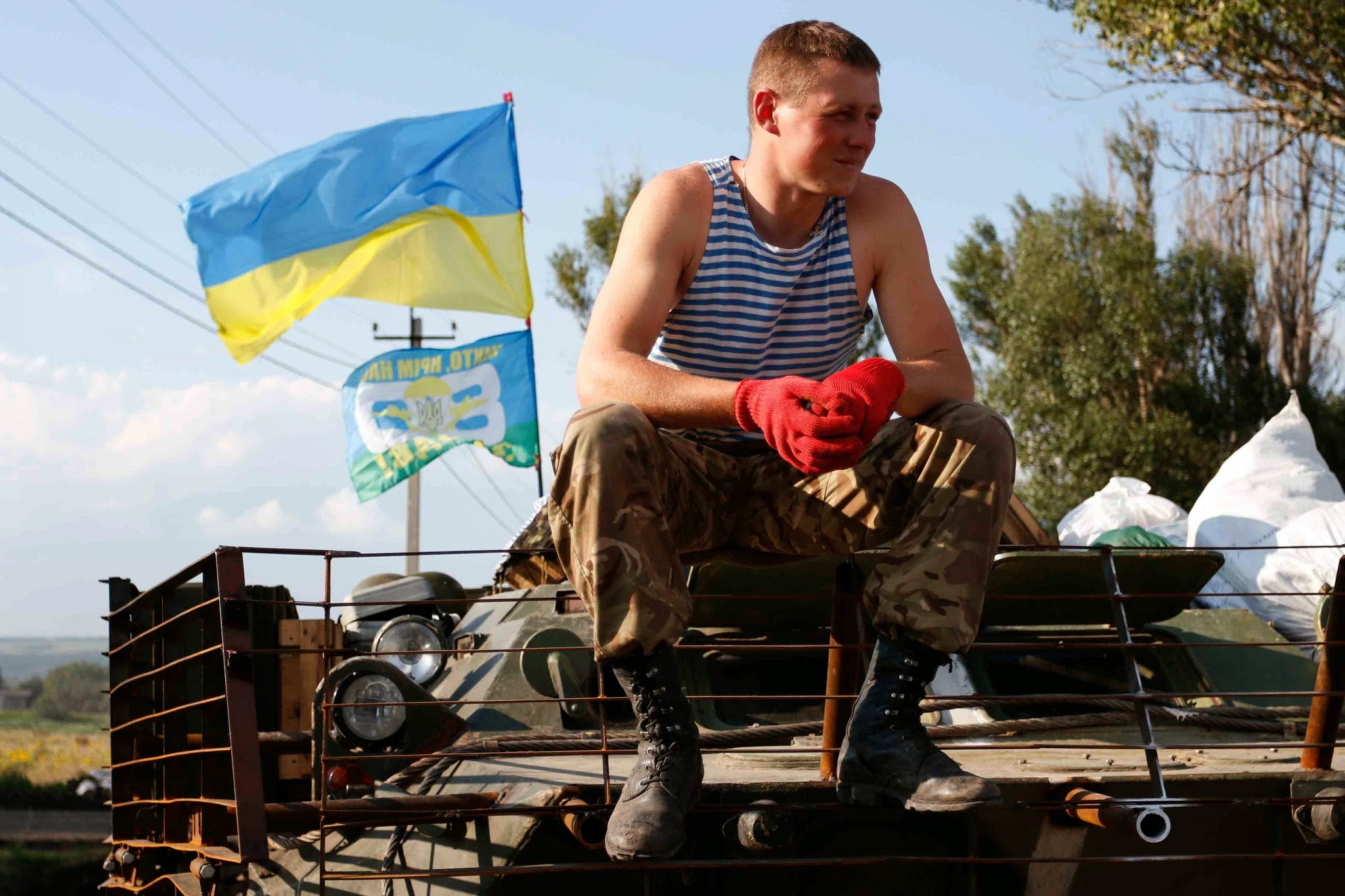
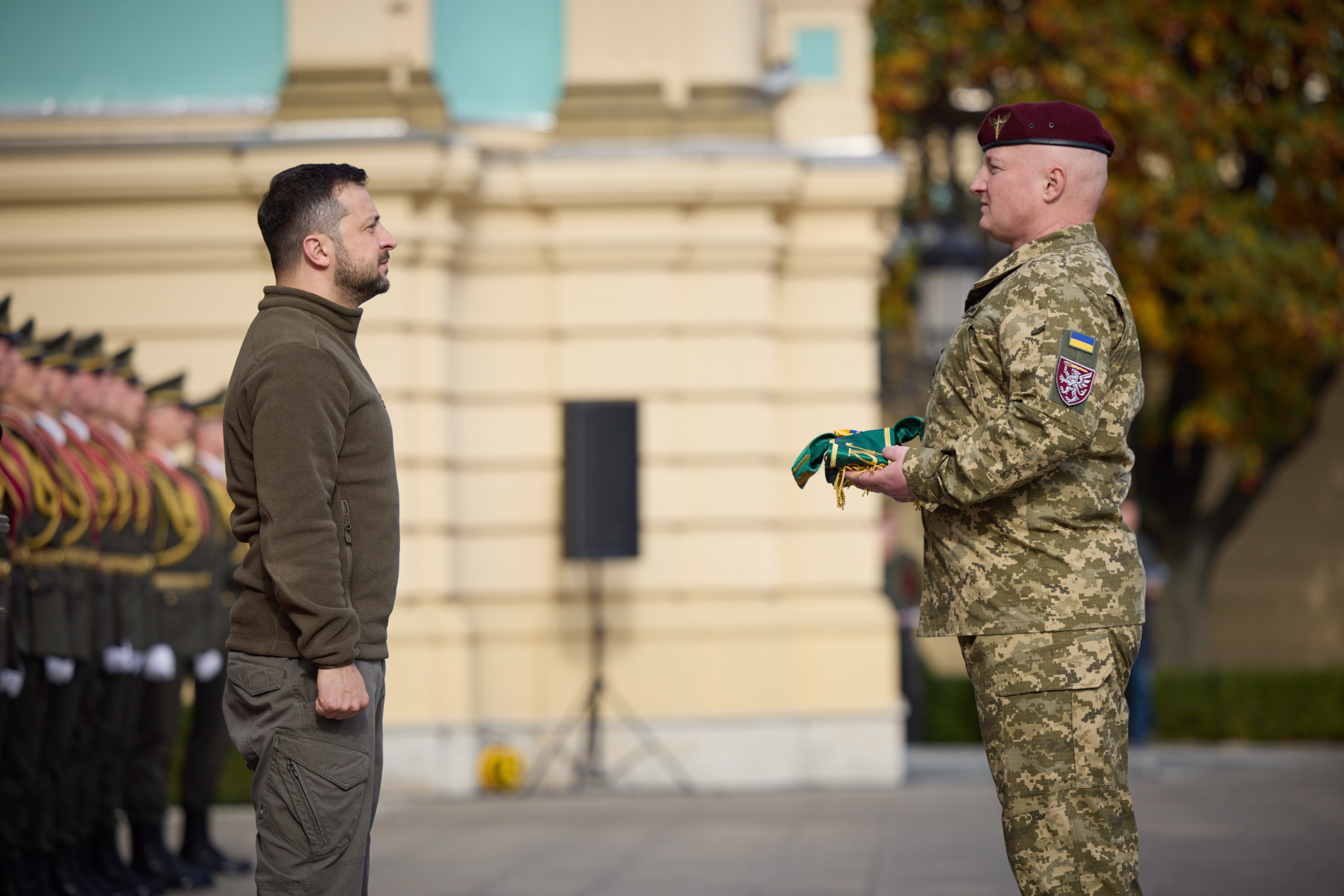
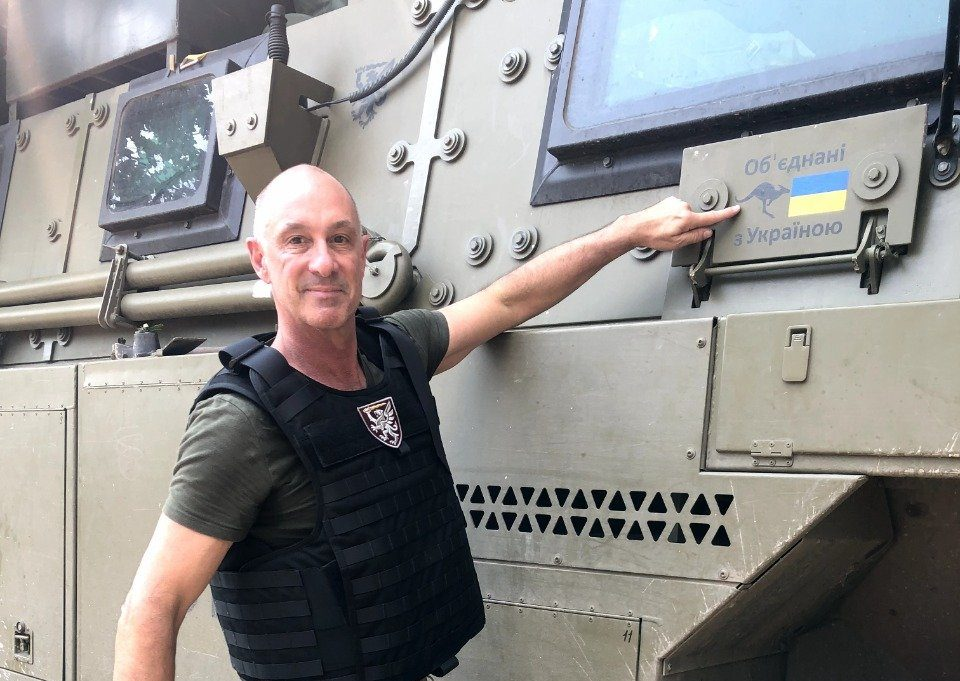

## 編制
- 旅団司令部（リヴィウ）
- 第1空中強襲大隊
- 第2空中強襲大隊
- 第3空中強襲大隊
- 第4空中強襲大隊
- 旅団砲兵群
  - 本部中隊
  - 自走砲大隊
  - 榴弾砲大隊
  - ロケット砲大隊
- 防空大隊
- 戦車中隊

- 偵察中隊
- 工兵中隊
- 着陸支援中隊
- 整備中隊
- 兵站中隊
- 通信中隊
- NBC防護中隊
- 衛生中隊

## 2017年編制
- 旅団司令部（リヴィウ）
- 第1空中強襲大隊
- 第2空中強襲大隊
- 第87独立空中強襲大隊（チェルニウツィー）
- 旅団砲兵群
  - 本部中隊
  - 自走砲大隊
  - 榴弾砲大隊
  - ロケット砲大隊
- 防空大隊
- 戦車中隊

- 偵察中隊
- 工兵中隊
- 着陸支援中隊
- 整備中隊
- 兵站中隊
- 通信中隊
- NBC防護中隊
- 衛生中隊
- 狙撃小隊

## 出身者
- イーホル・スカイビュク